# Dólmenes de Valencia de Alcántara
El conjunto de dólmenes de Valencia de Alcántara es una zona arqueológica del municipio español de Valencia de Alcántara, en la provincia de Cáceres. Desde 1992 es Bien de Interés Cultural.

## Descripción

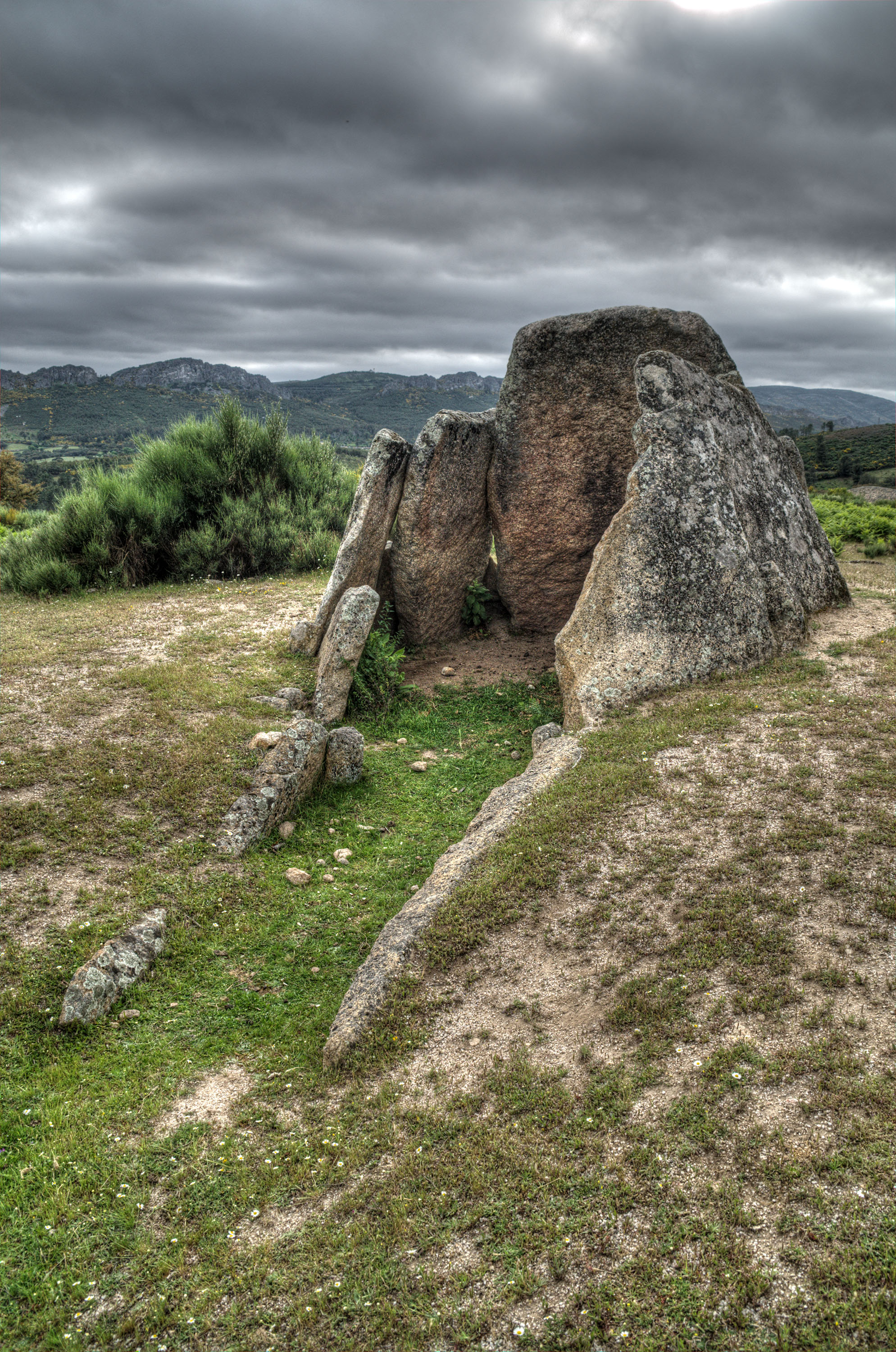
Dolmen Data I

Este conjunto de dólmenes se encuentra disperso en el término municipal cacereño de Valencia de Alcántara, perteneciente a la comunidad autónoma de Extremadura.Se han catalogado 55 dólmenes, de los cuales 33 están construidos en granito, 8 en pizarra, y 14 fueron destruidos.
Los dólmenes de Valencia de Alcántara, datados en los milenios IV y III a. C., son considerados uno de los conjuntos megalíticos más importantes de la Europa occidental.
En estas construcciones se ha hallado una amplia colección de ajuares, que permiten ver la forma de vida del neolítico. Son destacables las placas de las Lanchas o el Corchero que puede ser que reflejen la pertenencia a una zona o un linaje.

## Estatus patrimonial

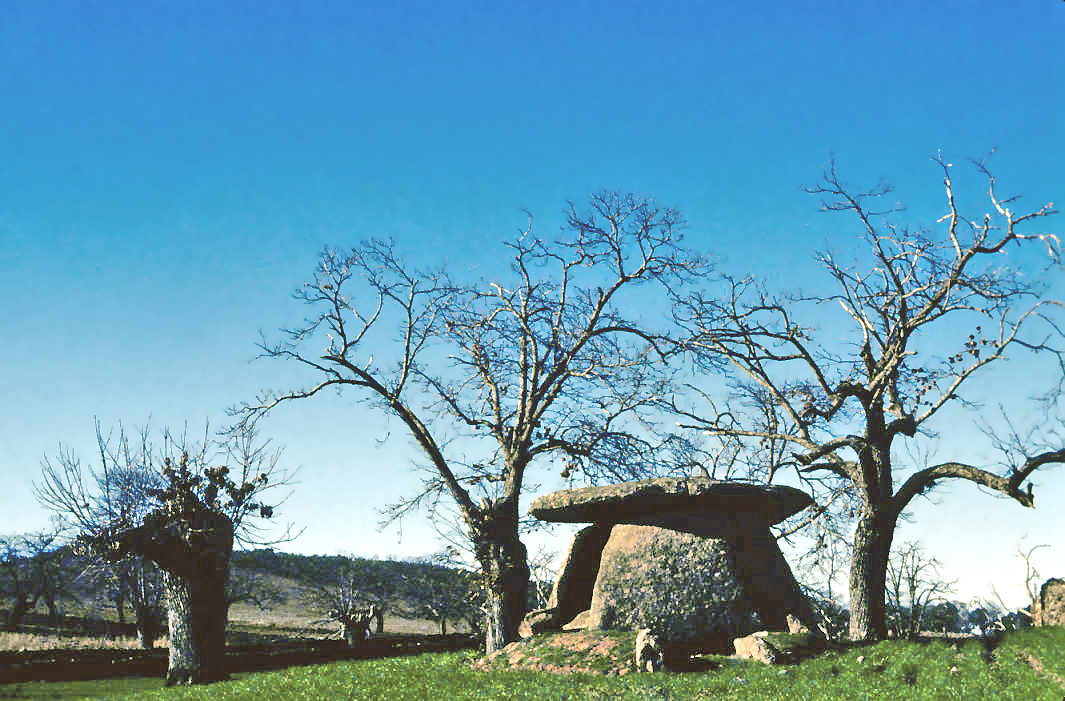
Uno de los dólmenes a mediados de la década de 1980

En 1982, Antonio Blanco Freijeiro, realizó un informe para la Real Academia de la Historia en la que se solicitaba que los dólmenes de Valencia de Alcántara fueran declarados conjunto histórico-artístico y monumento nacional, por su valor como testimonios de la primera arquitectura en piedra de la historia humana.
El 5 de mayo de 1992 los dólmenes de Valencia de Alcántara fueron declarados Bien de Interés Cultural, en la categoría de zona arqueológica, mediante un decreto publicado el día 14 de ese mismo mes en el Diario Oficial de Extremadura, con la rúbrica del entonces presidente de la comunidad autónoma, Juan Carlos Rodríguez Ibarra, y del consejero de Educación y Cultura, Jaime Naranjo Gonzalo.

## Lista de dólmenes

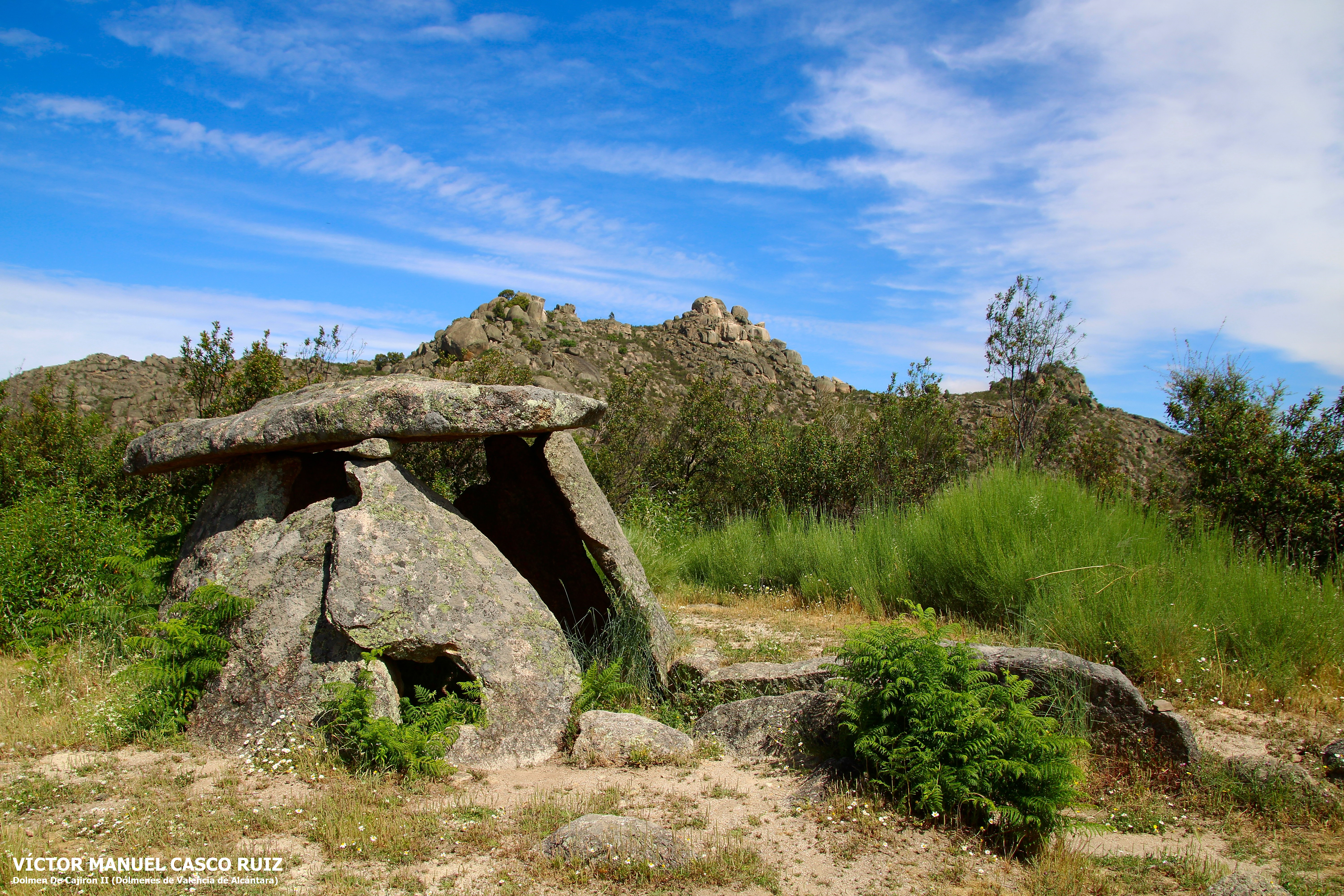
Dolmen Cajirón II y Berrocal de la Aceña la Borrega, al fondo

Alburrel, Terrías, Porqueros I, Porqueros II, Porqueros III, Cuadrillas de la Duquesa, Bordalo, Palomares, Chaves, Tiracalzas, Changarrilla, Fragoso, Lancha I, Lancha II, Tapada del Anta I, Tapada del Anta II, Huerta de las Monjas, Corchero, La Miera, La Barca, El Palancar, Zafra I, Zafra II, Zafra III, Zafra IV, Barbón I, Barbón II, Tapias I, Tapias II, San Antón, Huerta Nueva, Huerta Látigo, Puerto de Caparrosa o Tapada del Puerto, Anta de la Marquesa, Data I,  Data II, Cajirón I, Cajirón II, La Morera, El Torrejón, El Caballo, Salón de los Canchales, Menhires.

## Dólmenes dados por desaparecidos
Cotadilla I a IV, Vihuela I y II, Porqueros I a V, Fuente de las Yeguas I y II,  Camino del Cortiñal, Fraguil,  Cancho del Lobo, Martínez / Chaves II.

## Rutas de dólmenes

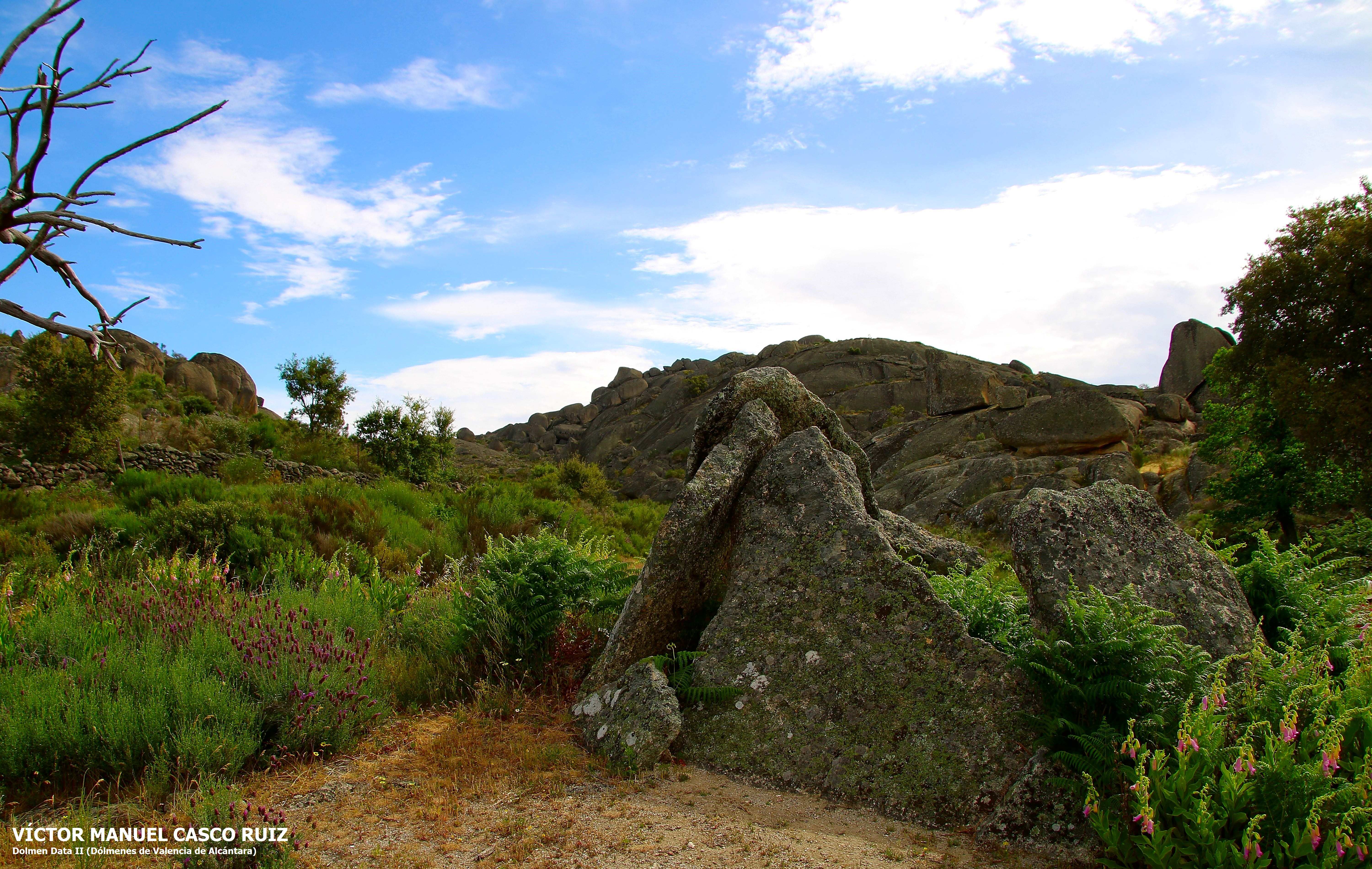
Dolmen Data II

Para poder visitarlos se han trazado cinco rutas distintas: Tapias, Zafra, Las Lanchas, Huertas de las Monjas y Los Mellizos. Siendo esta última que empieza La Aceña de la Borrega y termina en Cajirón, la más conocida. En 2022 se mejoró la señalización de la ruta con paneles informativos.

## Bibliografía

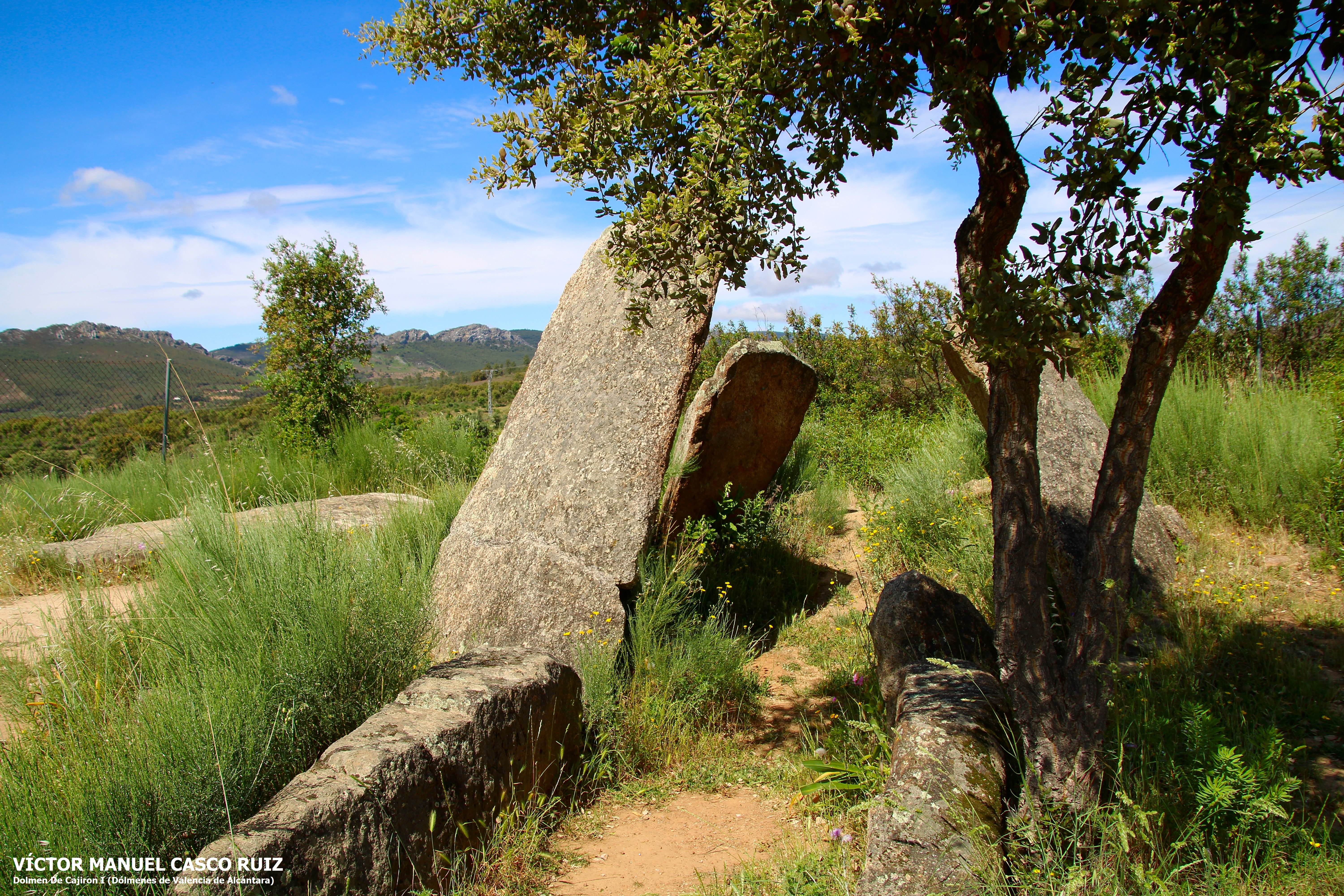
Dolmen Cajirón I

## Enlaces externos

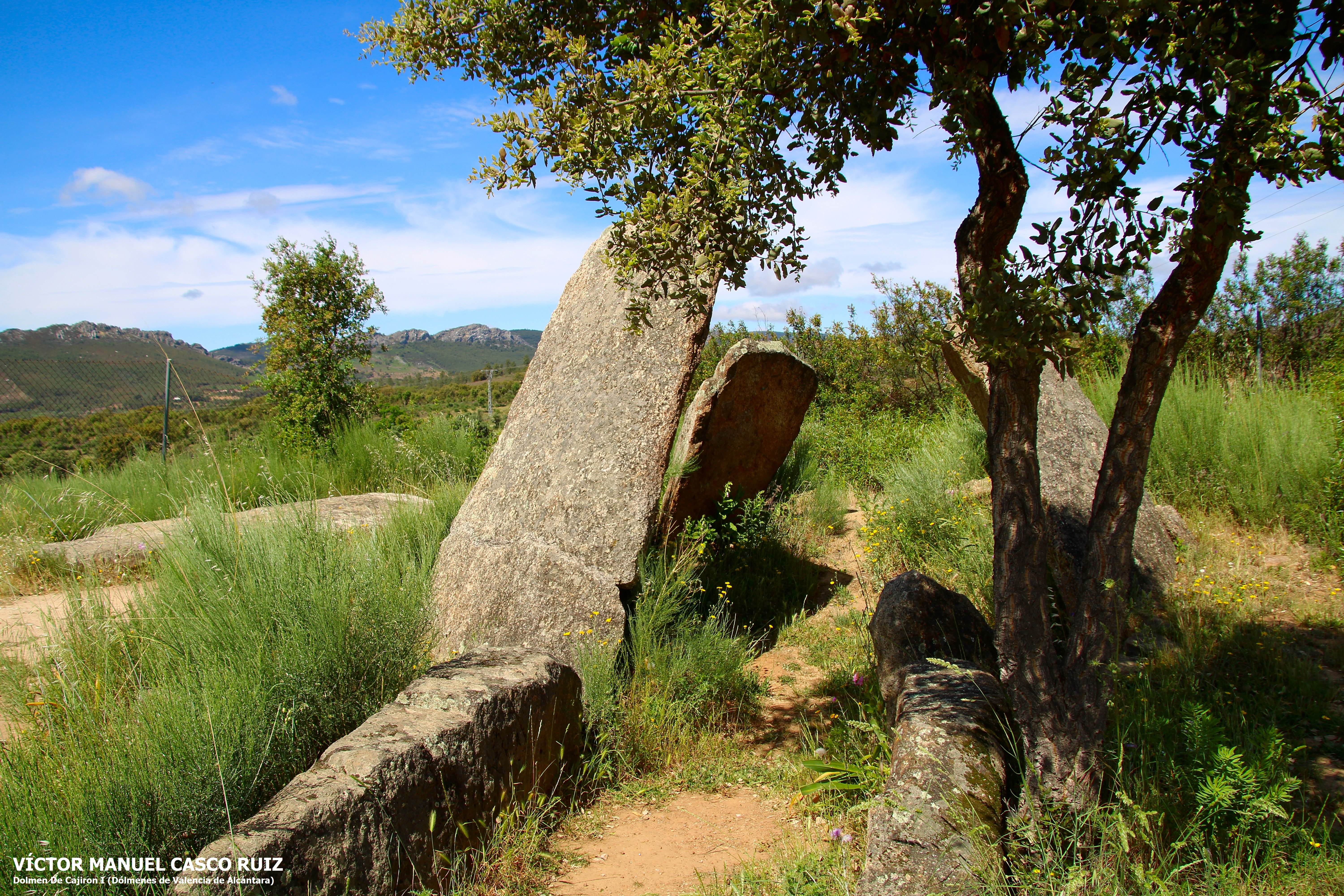
Cajirón I
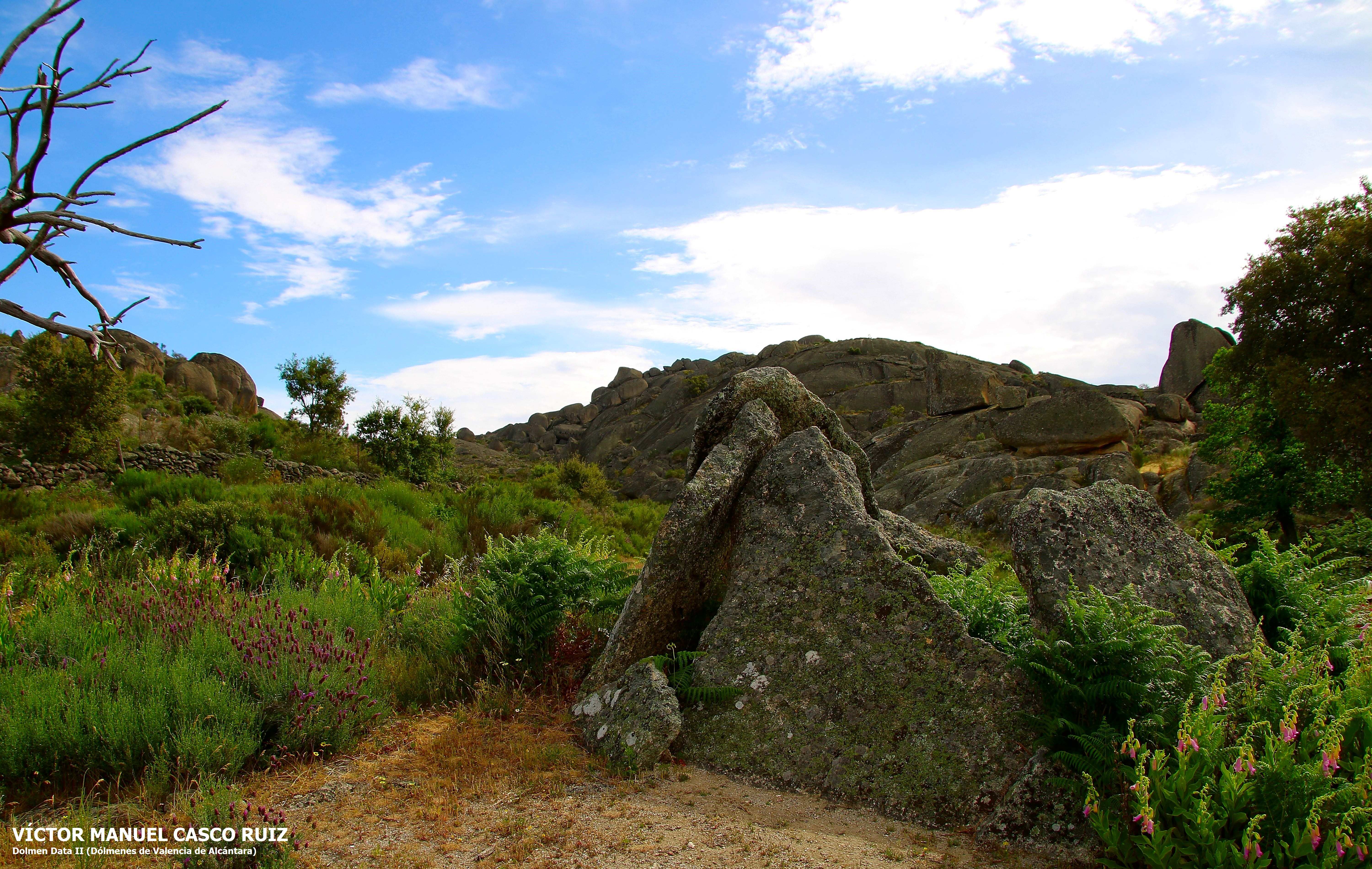
Data I y Berrocal de la Data
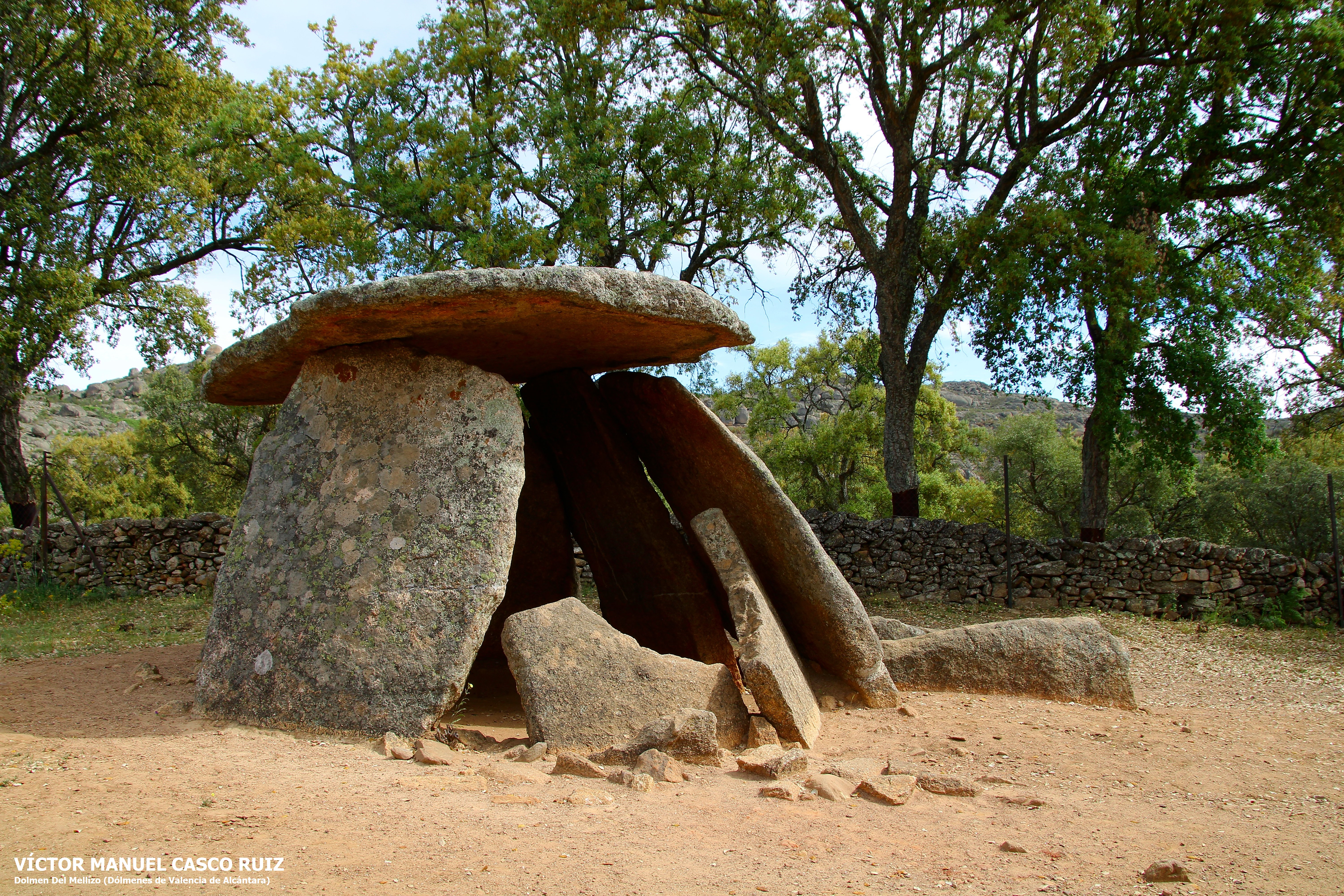
Anta de la Marquesa, El Mellizo o Data III
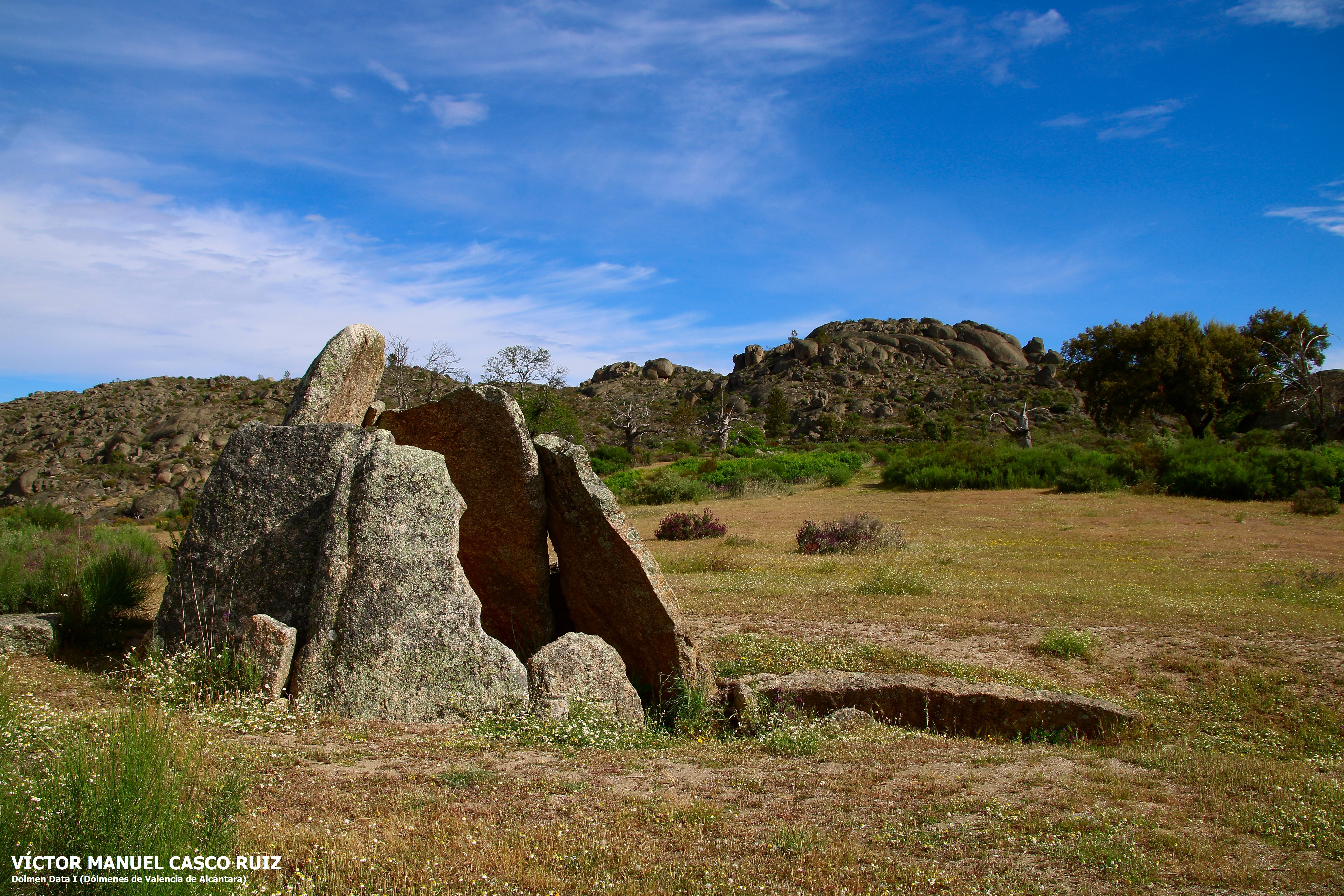
Data I
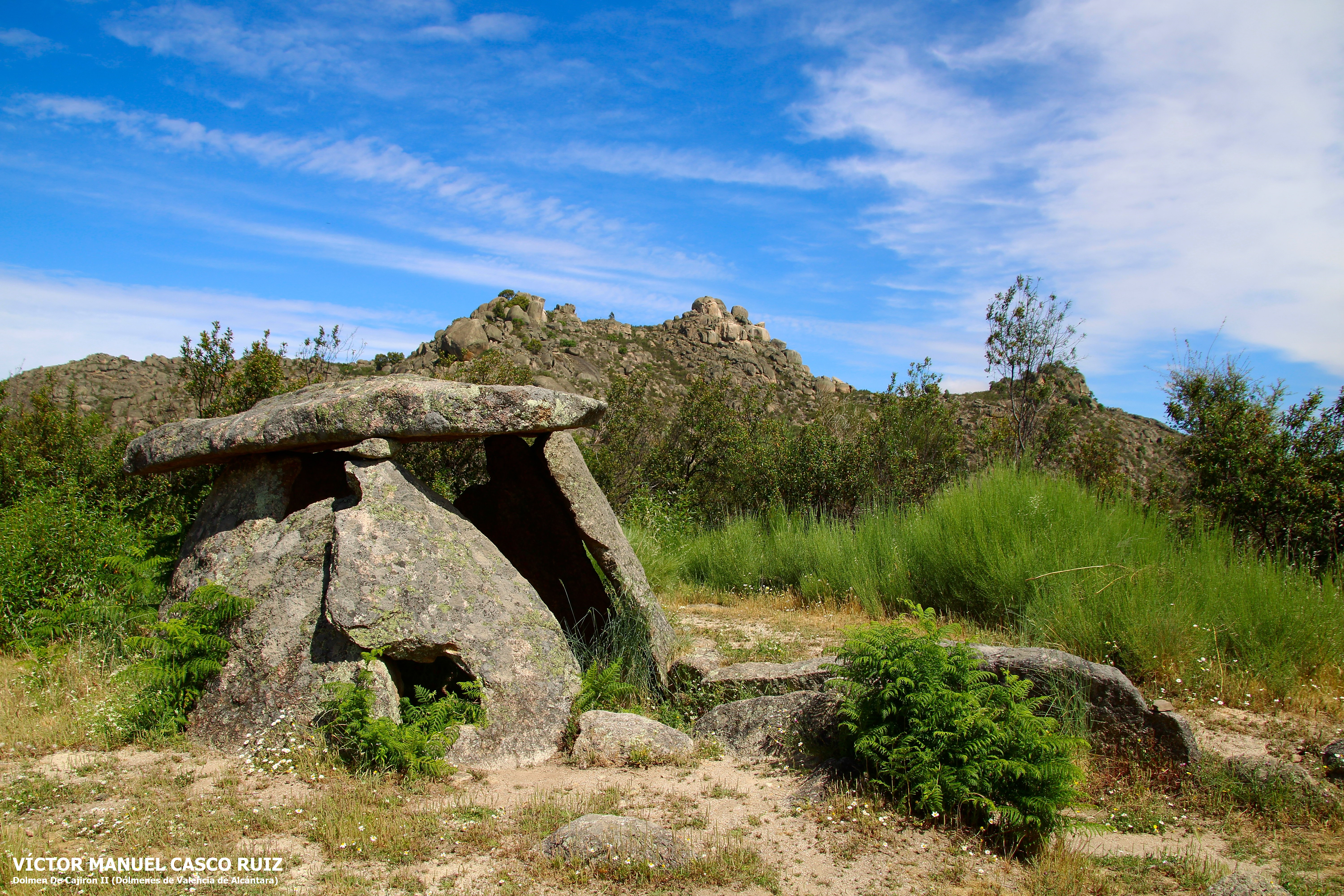
Cajirón II